# Pałac Lubomirskich w Charzewicach
Pałac Lubomirskich, położony w północnej części miasta Stalowa Wola, przy ulicy Sandomierskiej 1, na pograniczu dzielnic Charzewice i Rozwadów. Własność Lubomirskich do roku 1945. Obecnie siedziba Muzeum Regionalnego w Stalowej Woli.

## Historia
Pałac, to jednopiętrowy budynek, wybudowany według modnego wówczas stylu neoklasycyzmu w Charzewicach, w latach 1782–1786, na polecenie Franciszka Grzegorza Lubomirskiego. Franciszek przeniósł się z zamku w Rzeszowie, do Charzewic, które stały się stałą siedzibą Lubomirskich linii rzeszowskiej.
Podstawę budowli stanowił prostokąt z charakterystyczną bramą wejściową. Nad wejściem znajdował się wysunięty balkon z ozdobną, żelazną barierką. Nad nim widniała trójkątna nisza zdobiona herbem Drużyna używanym przez Lubomirskich, linii rzeszowsko-rozwadowskiej. Pomieszczenia parterowe charakteryzowały się sufitami kolebkowymi. Sufity i podłogi wykonano z jodłowych desek.
Na pierwszym piętrze mieściły się pomieszczenia mieszkalne, parter zajmowały pomieszczenia administracyjne. Z powodu bliskiego sąsiedztwa bagiennych trzęsawisk, nie wykonano podpiwniczenia. Budynki gospodarcze, zwane oficynami stanowiły oddzielną część gmachu, i stały po stronie wschodniej.
W 1809 roku podczas kampanii galicyjskiej, był siedzibą księcia Józefa Poniatowskiego który wybrał pałac na kwaterę dla swego sztabu generalnego.
Około 1830 pałac został zmodernizowany przez Jerzego Romana Lubomirskiego. Zmieniono detale architektoniczne frontu pałacu. Odnowiono i ozdobiono jego wnętrza oraz utworzono portretową galerię przodków, wykonanych przez malarzy K. Stokowskiego i F. Hanusza. Rodzina książęca, sporadycznie korzystała z pomieszczeń na piętrze.
Jego pomieszczenia, wielokrotnie były wykorzystywane do różnych celów – administracyjnych dominium, siedziby urzędników sądowych itp. W oficynie, położonej w pobliżu pałacu, ulokowano areszt. Zorganizowano w nim polowy szpital dla ciężko rannych powstańców, pierwszy we wrześniu 1831 roku w czasie powstania listopadowego, drugi w 1863 roku podczas powstania styczniowego.
Adam Hieronim Lubomirski, po przejęciu majątku w Charzewicach, przebudował pałac czyniąc go bardziej okazałą, rodową siedzibą Lubomirskich, linii rzeszowsko - rozwadowskiej. Dodano boczne oskrzydlenia, przebudowano całkowicie piętro i front pałacu, zachowując jednak styl neoklasycystyczny.
Kolejna restauracja i przebudowa pałacu została przeprowadzona w latach 1898–1900 przez Hieronima Adama Lubomirskiego wg projektu znanego galicyjskiego architekta J. Niedzielskiego. Pałac pełnił jednak głównie funkcję reprezentacyjno-administracyjną, gdyż książę z rodziną częściej przebywał w zakupionym majątku w Bakończycach, gdzie rozpoczął budowę nowego pałacu.
W czasie I wojny światowej 1914 - 1915, wyposażenie i dobra materialne zostały rozszabrowane przez wycofujące się wojska rosyjskie, m.in. przepadły rodowe pamiątki, w tym buława hetmana Hieronima Lubomirskiego spod Wiednia i chorągiew Stanisława Lubomirskiego spod Chocimia, a sam pałac, w trakcie pozycyjnych walk rosyjsko - austriackich nad Sanem został spalony. Odbudowany i przebudowany ponownie – już bez bocznych oskrzydleń – w latach 1920–1925. W takiej formie architektonicznej istnieje obecnie.
We wrześniu 1939 roku zorganizowano tu punkt opieki medycznej dla rannych żołnierzy i ludności cywilnej. Podczas okupacji hitlerowskiej służył za koszary wojsk niemieckich. Po wkroczeniu w 1944 wojsk radzieckich, na parterze gmachu po stronie wschodniej mieścił się sztab administracji wojskowej.
W maju 1945 po opuszczeniu pałacu przez wojska radzieckie, pałac został znacjonalizowany i przekazany gminie Charzewice. Zorganizowano w nim Miejskie Prywatne Gimnazjum Ogólnokształcące, które później przemianowano na Państwową Szkołę Ogólnokształcącą stopnia licealnego. Od 1954, przez kolejne pięć lat, mieściło się w nim Państwowe Liceum Pedagogiczne.
Od 1959 roku znajdowała się w nim Szkoła Podstawowa nr 1 w Charzewicach. Na przełomie lat 1978/79 podporządkowano ją jako filię Szkoły Podstawowej nr 9 w Stalowej Woli, w dzielnicy Rozwadów. W 1997 roku szkoła opuściła budynek, naukę przeniesiono do budynku głównego szkoły w Rozwadowie.
Budynek przez kilka lat stał opuszczony i niezagospodarowany. Wówczas rada miasta Stalowa Wola podjęła decyzję o utworzeniu w nim muzeum. 14 marca 2002 roku w nowo wyremontowanym i przekazanym obiekcie nastąpiło uroczyste otwarcie Muzeum Regionalnego w Stalowej Woli.